# Miguel Ángel Alonso
Miguel Ángel „Periko” Alonso Oyarbide (ur. 1 lutego 1953 w Tolosie) – były hiszpański piłkarz narodowości baskijskiej grający na pozycji defensywnego pomocnika oraz były trener piłkarski. Ojciec obecnych piłkarzy – Xabiego i Mikela Alonso.

## Kariera piłkarska
Alonso jest wychowankiem Realu Sociedad, a piłkarską karierę rozpoczął w drużynie rezerw klubu. W pierwszej drużynie zadebiutował 18 września 1977. W 1981 i 1982 zdobył z zespołem mistrzostwo Hiszpanii.
W 1982 za sumę 70 000 peso przeszedł do FC Barcelona. Z drużyną zwyciężył w rozgrywkach o Puchar Króla oraz w lidze, zdobywając swój trzeci mistrzowski tytuł. W Primera División rozegrał 271 spotkań i zdobył 41 bramek.
Występował w reprezentacji, w której zadebiutował 20 września 1980 w spotkaniu z Węgrami. Był członkiem kadry, która wzięła udział w Mistrzostwach Świata 1982. W drużynie narodowej rozegrał 20 spotkań, wszystkie zwycięskie. Będąc graczem CE Sabadell, w 1988 zakończył karierę.
Jego syn, Xabi tak ocenia umiejętności ojca: "Niektórzy uważają, że ojciec był typowym przecinakiem. Ja się z tym nie zgadzam. Myląca dla krytyków była jego masywna budowa ciała. Ojciec potrafił bardzo precyzyjnie rozdzielać piłki. Miał spory zmysł taktyczny".

## Kariera trenerska
W latach 1989–1995 Alonso był trenerem takich klubów jak Tolosa CF, San Sebastián CF czy SD Beasain. W 1995 został zatrudniony w drugoligowym SD Eibar, ale po trzech sezonach zrezygnował z funkcji. Później bez sukcesów trenował Hercules CF i Real Sociedad, z którego podał się do dymisji po dziesięciu spotkaniach.